# Brandon Jefferson
Brandon Jefferson (Flower Mound, Texas, 25 de noviembre de 1991) es un jugador de baloncesto estadounidense que pertenece a la plantilla del JL Bourg Basket de la [LNB Pro A]] francesa. Con 1,73 metros de estatura, juega en la posición de base. 

## Trayectoria deportiva

### Universidad
Jugó cuatro temporadas con los Roadrunners de la Metropolitan State University de Denver, de la División II de la NCAA, en las que promedió 14,9 puntos, 2,8 rebotes y 2,3 asistencias por partido. Fue incluido en sus dos últimas temporadas en el mejor quinteto de la Rocky Mountain Athletic Conference, y elegido mejor jugador de la conferencia en 2014, año en el que también fue elegido como Jugador del Año de la NABC de la División II.

### Profesional
Tras no ser elegido en el Draft de la NBA de 2014, fue invitado por los Denver Nuggets para jugar las Ligas de Verano de la NBA. En el mes de julio firmó su primer contrato profesional con el KTP Basket Kotka de la liga finesa, Allí jugó una temporada en la que promedió 18,0 puntos y 4,0 rebotes por partido.
En julio de 2015 firmó por el equipo alemán del Phoenix Hagen. Jugó una temporada, promediando 13,5 puntos, 4,0 asistencias y 2,9 rebotes por encuentro.
En septiembre de 2016 cambió de liga para fichar por una temporada por el KK Union Olimpija de la 1. A SKL eslovaca, equipo que juega también en la Liga ABA y en la Euroliga. Acabó promediando en el total de competiciones 14,9 puntos y 2,9 rebotes por partido, ganando la liga y la copa de Eslovenia.
El 10 de agosto de 2021, firma por el ÉB Pau-Orthez de la Pro A, la primera categoría del baloncesto francés.
El 11 de junio de 2022 firmó con Tianjin Pioneers de la Chinese Basketball Association.
El 23 de diciembre de 2023 fichó por el Dinamo Sassari de la Lega Basket Serie A.
El 18 de diciembre de 2024 fichó por el JL Bourg Basket de la [LNB Pro A]] francesa.